# Haut-Bocage
Haut-Bocage ist eine französische Gemeinde mit 850 Einwohnern (Stand: 1. Januar 2022) im Département Allier in der Region Auvergne-Rhône-Alpes. Sie gehört zum Kanton Huriel und zum Arrondissement Montluçon. 
Sie entstand als Commune nouvelle mit Wirkung vom 1. Januar 2016, indem die früheren Gemeinden Maillet, Givarlais und Louroux-Hodement zusammengelegt wurden, die seither in der neuen Gemeinde über den Status einer Commune déléguée verfügen. Im Ort Maillet befindet sich der Verwaltungssitz.

## Geographie
Haut-Bocage liegt rund 15 Kilometer nordöstlich vom Stadtzentrum von Montluçon.

### Nachbargemeinden
Umgeben ist Haut-Bocage von den Nachbargemeinden Hérisson im Nordosten, Venas im Osten, Villefranche-d’Allier im Südosten, Bizeneuille im Süden, Estivareilles im Südwesten, Reugny im Westen und Vallon-en-Sully im Nordwesten.

### Gemeindegliederung
| Ortsteil                  | ehemaliger INSEE-Code | Fläche (km²) | Einwohnerzahl zum 1. Januar 2022 |
| ------------------------- | --------------------- | ------------ | -------------------------------- |
| Maillet (Verwaltungssitz) | 03158                 | 26,61        | 279                              |
| Givarlais                 | 03123                 | 14,85        | 204                              |
| Louroux-Hodement          | 03153                 | 29,18        | 367                              |

## Wirtschaft und Infrastruktur

### Verkehr
Die Autoroute A71 durchquert das Gemeindegebiet.

### Sport
Im Jahr 2023 führte die Tour de France auf der 11. Etappe durch Haut-Bocage. In der Nähe der Ortschaft Le Grand Montavent wurde kurz vor der Kreuzung der D70 mit der D252 mit der Côte de la Croix Blanche (292 m) eine Bergwertung der 4. Kategorie abgenommen, die sich der Italiener Daniel Oss sicherte.